# Алмейда, Антониу Жозе де
Анто́ниу Жозе́ де Алме́йда (порт. António José de Almeida; 27 июля 1866, Пенакова — 31 октября 1929, Лиссабон) — португальский политик, президент Португалии с 1919 по 1923 год. Единственный из президентов Португалии до 1928 года, кто смог пробыть на посту полный четырёхлетний срок.

## Биография
Родился 27 июля 1866 года в деревне Вале-да-Винья (округ Сан-Педру-де-Алва, муниципалитет Пенакова, округ Коимбра) в семье Жозе Антониу де Алмейды и его жены Марии Риты дас Невес. Отец был мелким промышленником, в конце XIX века стал президентом городского совета Пенакова.
Антониу Жозе де Алмейда с июля 1889 года изучал медицину в Коимбрском университете. Во время обучения, в 1890 году, он опубликовал в академическом журнале Ultimatum статью под названием Bragança, o último, которую сочли оскорбительной по отношению к королю Карлушу I. За это он был приговорён к трём месяцам тюремного заключения.
Получил степень бакалавра 30 июля 1894 года и в 1895 году окончил полный университетский курс медицины. Уехал в Анголу, а позже переселился в Сан-Томе и Принсипи, где работал практикующим врачом до 1903 года. Затем вернулся в Лиссабон и уехал во Францию, где стажировался в различных клиниках, вернувшись в Португалию в 1904 году. Открыл врачебную практику в Лиссабоне и одновременно начал заниматься политикой.
В 1905 и 1906 году баллотировался в парламент от Республиканской партии, в 1906 году был избран. Его выступления, как в парламенте, так и вне его, сделали Алмейду одним из наиболее популярных республиканских ораторов. В 1908 году был арестован, после освобождения возглавил журнал Alma Nacional.
После революции 1910 года стал министром внутренних дел Временного правительства, занимал этот пост с октября 1910 по сентябрь 1911 года. 24 февраля 1912 года была основана Эволюционистская республиканская партия, и Алмейда стал её лидером. Партия позиционировалась как оппозиционная к правящей Демократической партии премьер-министра Афонсу Аугушту да Кошты, однако 16 марта 1916 года Алмейда сменил Кошту на посту премьер-министра и занимал этот пост до 25 апреля 1917 года, когда его снова сменил Кошта. 6 августа 1919 года был избран президентом Португалии и оставался на этом посту четыре года, до следующих выборов.
Президентский срок Алмейды пришёлся на период длительной политической нестабильности в Португалии, продолжавшийся до 1926 года. 19 октября 1921 года произошла так называемая Кровавая ночь, выступление радикалов в Лиссабоне, когда были убиты премьер-министр Антониу Жоаким Гранжу и несколько других португальских политиков высокого уровня. На четыре года президентства Алмейды пришлось 16 различных правительств. Несмотря на это, Антониу Жозе де Алмейда стал единственным президентом Первой Португальской республики, которому удалось удержаться в своей должности весь четырёхлетний срок.

## Награды
Награды Португалии
| Страна     | Дата                            | Награда                                          | Награда                                                   | Литеры |
| ---------- | ------------------------------- | ------------------------------------------------ | --------------------------------------------------------- | ------ |
| Португалия | 5 октября 1919 — 5 октября 1923 | Кавалер Тройного ордена как Президент Португалии | Кавалер Тройного ордена как Президент Португалии          |        |
| Португалия | 5 октября 1919 — 5 октября 1923 | Гроссмейстер                                     | Военного Ордена Башни и Меча, Доблести, Верности и Заслуг |        |
| Португалия | 19 июля 1919 —                  | Кавалер Большого креста                          | Военного Ордена Башни и Меча, Доблести, Верности и Заслуг | GCTE   |
| Португалия | 5 октября 1919 — 5 октября 1923 | Гроссмейстер                                     | ордена Христа                                             |        |
| Португалия | 16 октября 1919 —               | Кавалер Большого креста                          | ордена Христа                                             | GCC    |
| Португалия | 5 октября 1919 — 5 октября 1923 | Гроссмейстер                                     | ордена Святого Беннета Ависского                          |        |
| Португалия | 16 октября 1919 —               | Кавалер Большого креста                          | ордена Святого Беннета Ависского                          | GCA    |
| Португалия | 5 октября 1919 — 5 октября 1923 | Гроссмейстер                                     | Военного ордена Святого Якова и Меча                      |        |
| Португалия | 16 октября 1919 —               | Кавалер Большого креста                          | Военного ордена Святого Якова и Меча                      | GCSE   |